# Zimmerius viridiflavus
El mosquerito peruano (Zimmerius viridiflavus), también denominado moscareta peruana (en Perú), atrapamoscas peruano, mosquiterito peruano o tiranolete peruano (en Ecuador), es una especie de ave paseriforme de la familia Tyrannidae perteneciente al género Zimmerius. Algunos autores sostienen que se divide en dos especies diferentes. Es nativo del noroeste de América del Sur.

## Distribución y hábitat
Se distribuye en dos áreas disjuntas, la subespecie flavidifrons en el suroeste de Ecuador y extremo noroeste de Perú, y la subespecie nominal en la pendiente oriental de la cordillera de los Andes del centro de Perú.
Esta especie es considerada bastante común en sus hábitats naturales: el dosel y los bordes de selvas húmedas montanas en altitudes entre 1000 y 2500 m.

## Sistemática

### Descripción original

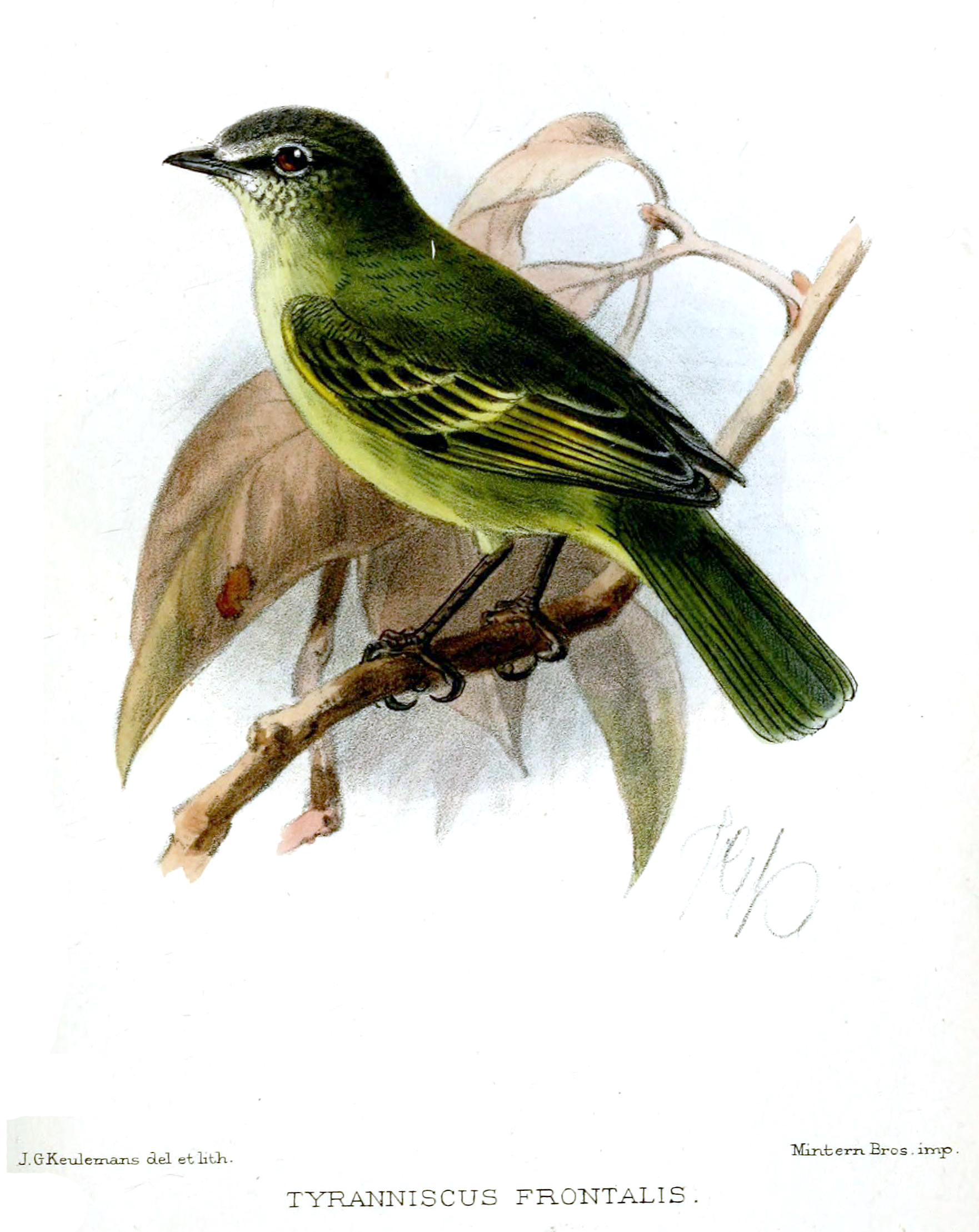
Tyranniscus frontalis = Zimmerius viridiflavus, ilustración de Keulemans para Proceedings of the Zoological Society of London, 1896

La especie Z. viridiflavus fue descrita por primera vez por el ornitólogo suizo Johann Jakob von Tschudi en 1844 bajo el nombre científico Elaenia viridiflava; su localidad tipo es: «Perú, restringido posteriormente para Tulumayo, Junín».

### Etimología
El nombre genérico masculino «Zimmerius» conmemora al ornitólogo estadounidense John Todd Zimmer (1889-1957); y el nombre de la especie «viridiflavus», se compone de las palabras del latín «viridis» que significa ‘verde’, y «flavus» que significa ‘amarillo’.

### Taxonomía
La subespecie Zimmerius chrysops flavidifrons ya era tratada como separada de Zimmerius chrysops por varios autores como Ridgely & Greenfield (2001) y Fitzpatrick (2004), separación que fue objeto de la parte C de la propuesta N° 363 al Comité de Clasificación de Sudamérica (SACC) pero que no fue aprobada por el mismo. Con base en los estudios moleculares de Rheindt et al. (2008) y diferencias de vocalización, en la Propuesta N° 766 al SACC se aprobó la transferencia de flavidifrons como subespecie de la presente especie. Las clasificaciones Aves del Mundo (HBW) y del Congreso Ornitológico Internacional (IOC) la tratan como especie separada: el mosquerito de Loja (Zimmerius flavidifrons).

### Subespecies
Según la clasificación Clements Checklist/eBird se reconocen dos subespecies, con su correspondiente distribución geográfica:
- Zimmerius viridiflavus flavidifrons (P.L. Sclater, 1860) – suroeste de Ecuador (sureste de Guayas al sur hasta el oeste de Loja) y extremo noroeste de Perú (Tumbes, Piura).
- Zimmerius viridiflavus viridiflavus (Tschudi, 1844) – a oriente de los andes del centro de Perú (Huánuco, Junín, Ayacucho).